# Rhadinella
Rhadinella — рід змій родини полозових (Colubridae). Представники цього роду мешкають в Мексиці і Центральній Америці.

## Види
Рід Rhadinella нараховує 20 видів:
- Rhadinella anachoreta (E.N. Smith & Campbell, 1994)
- Rhadinella donaji Campbell, 2015
- Rhadinella dysmica Campillo et al., 2016
- Rhadinella godmani (Günther, 1865)
- Rhadinella hannsteini (Stuart, 1949)
- Rhadinella hempsteadae (Stuart & Bailey, 1941)
- Rhadinella kanalchutchan (Mendelson & Kizirian, 1995)
- Rhadinella kinkelini (Boettger, 1898)
- Rhadinella lachrymans (Cope, 1870)
- Rhadinella lisyae McCranie, 2017
- Rhadinella montecristi (Mertens, 1952)
- Rhadinella pegosalyta (McCranie, 2006)
- Rhadinella pilonaorum (Stuart, 1954)
- Rhadinella posadasi (Slevin, 1936)
- Rhadinella rogerromani (G. Köhler & McCranie, 1999)
- Rhadinella schistosa H.M. Smith, 1941
- Rhadinella serperaster (Cope, 1871)
- Rhadinella stadelmani L. Stuart & Bailey, 1941
- Rhadinella tolpanorum (Holm & Cruz, 1994)
- Rhadinella xerophila Ariano-Sánchez & Campbell, 2018 [3]

## Етимологія
Наукова назва роду Rhadinella походить від зменшеної форми наукової назви роду Rhadinaea Cope, 1768.